# Sergiu Moraru
Sergiu Moraru (n. 10 octombrie 1946, Obreja Veche, Fălești – d. 21 mai 1996, Chișinău) a fost un folclorist din Republica Moldova.

## Biografie
În anul 1969 a absolvit Facultatea de Filologie a Universității de Stat din Chișinău. Din 1971 e aspirant la Institutul de Literatură Universală „Maxim Gorki" din Moscova, și în 1974 își susține teza de doctor în filologie “Poetica doinelor populare moldovenești”. A fost colaborator științific la secția de folcloristică a Institutului de Limbă și Literatură al Academiei de Științe a Republicii Moldova. În calitate de culegător, cercetător și editor al tezaurului etnofolcloric românesc, dânsul a efectuat îndelungate cercetări de teren în Moldova, Transilvania, Bucovina, Maramureșul de Nord, în localitățile românești de la est de Bug etc. În anul 1978 a publicat studiile monografice “Poetica liricii populare moldovenești”, urmată de altele două monografii: Lumea ghicitorilor (1981) și “La izvoarele gândirii. Motive filosofice în creația poetică populară” (1988). Lucrările lui, scrierile și culegerile pe tema folclorului românesc sunt cuprinse în circa 19 volume editoriale. A fost distins cu premiul „Dacia" (1990) și „Simion Florea Marian" al Academiei Române (1995) pentru lucrarea “Cât îi Maramureșul” (1993), realizată în colaborare cu alți cercetători. S-a stins din viață la 21 mai 1996 în Chișinău.

## Opere
- Ciugur, mugur, mugurele : Ghicitori (1977)
- Poetica liricii populare moldovenești (1978)
- Lumea o face, lumea o desface: Ghicitori populare moldovenești (1982)
- Speciile folclorice și realitatea istorică (1985)
- Ștefan cel Mare : Legende, balade, portrete literare (1989)
- Vasile Lupu în folclor și literatura (1992)
- Folclor din Țara Fagilor (1993)